# Gobernaciones de Jordania
La organización territorial de Jordania se compone de doce gobernaciones, llamadas muhafazat, y en singular muhafazah.

## Gobernaciones

Mapa de las gobernaciones de Jordania.

| Mapa           | Gobernación  | Capital      | Superficie   | Población 2012 | Densidad 2012 | IDH 2004     |
| Región Norte   | Región Norte | Región Norte | Región Norte | Región Norte   | Región Norte  | Región Norte |
| -------------- | ------------ | ------------ | ------------ | -------------- | ------------- | ------------ |
| 1              | Irbid        | Irbid        | 1572         | 1.137.100      | 723,4         | 0,751        |
| 2              | Ajlun        | Ajlun        | 420          | 146.900        | 350,1         | 0,743        |
| 3              | Gerasa       | Gerasa       | 410          | 191.700        | 467,8         | 0,724        |
| 4              | Mafraq       | Mafraq       | 26551        | 300.300        | 11,3          | 0,706        |
| Región Central |              |              |              |                |               |              |
| 5              | Balqa'       | As-Salt      | 1120         | 428.000        | 382,0         | 0,724        |
| 6              | Amán         | Amán         | 7579         | 2.473.400      | 326,3         | 0,767        |
| 7              | Zarqa        | Zarqa        | 4761         | 951.800        | 199,9         | 0,731        |
| 8              | Madaba       | Madaba       | 940          | 159.700        | 170,0         | 0,749        |
| Región Sur     |              |              |              |                |               |              |
| 9              | Karak        | Al Karak     | 3495         | 249.100        | 71,3          | 0,724        |
| 10             | Tafila       | Tafila       | 2209         | 89.400         | 40,5          | 0,718        |
| 11             | Ma'an        | Ma'an        | 32832        | 121.400        | 3,7           | 0,697        |
| 12             | Aqaba        | Aqaba        | 6905         | 139.200        | 20,2          | 0,763        |